# Урания
 Тази статия е за муза в древногръцката митология.  За концентрирания уранов прах вижте Жълта торта.  
Урания (от старогръцки: Οὐρανία – „небесна“) е муза на астрономията, геометрията и на християнската поезия. Изобразявана е със земното кълбо и указателна палка в ръце. Според някои митове от Аполон тя е майка на певеца Лин.

## Семейство
Урания е дъщеря на Зевс от Мнемозина, а също и правнучка на Уран. Според някои източници тя е майка на певеца Лин от Аполон  или Хермес или Амфимар  син на Посейдон. Твърди се също, че Химен е бил син на Урания.

## Изображение
Урания често се свързва с универсалната любов. Понякога идентифицирана като най-възрастната от божествените сестри, Урания наследява величието и силата на Зевс и красотата и изяществото на майка си Мнемозина.
Урания се облича в наметало, избродирано със звезди и държи очите и вниманието си насочени към небесата. Обикновено тя е представена с небесен глобус, към който сочи с малка тояга. Тя е в състояние да предсказва бъдещето чрез подреждането на звездите. 